# 만화고기

만화고기

만화고기는 주로 만화, 애니메이션, 비디오 게임 등 픽션에 등장하는 식용 고기다. 특히 코미디 만화에서 간편하게 조리된 고기를 상징하는 일종의 아이콘으로 많이 등장한다.